# Albi di Dylan Dog (2006)
Albi del fumetto Dylan Dog pubblicati nel 2006.
| Nr. | Titolo                   | Mese di pubblicazione | Soggetto                       | Sceneggiatura     | Disegni                                          | Copertina    |
| --- | ------------------------ | --------------------- | ------------------------------ | ----------------- | ------------------------------------------------ | ------------ |
| 233 | L'ospite sgradito        | gennaio               | Michele Medda                  | Michele Medda     | Angelo Stano                                     | Angelo Stano |
| 234 | L'ultimo arcano          | febbraio              | Paola Barbato                  | Paola Barbato     | Nicola Mari                                      | Angelo Stano |
| 235 | Sonata macabra           | marzo                 | Pasquale Ruju                  | Pasquale Ruju     | Roberto Rinaldi                                  | Angelo Stano |
| 236 | Vittime designate        | aprile                | Michele Medda                  | Michele Medda     | Giovanni Freghieri                               | Angelo Stano |
| 237 | All'ombra del vulcano    | maggio                | Pasquale Ruju                  | Pasquale Ruju     | Ugolino Cossu                                    | Angelo Stano |
| 238 | Gli eredi del Crepuscolo | giugno                | Michele Masiero                | Michele Masiero   | Montanari & Grassani                             | Angelo Stano |
| 239 | Il gran bastardo         | luglio                | Giuseppe De Nardo              | Giuseppe De Nardo | Daniele Bigliardo                                | Angelo Stano |
| 240 | Ucronìa                  | agosto                | Tiziano Sclavi                 | Tiziano Sclavi    | Franco Saudelli                                  | Angelo Stano |
| 241 | Xabaras!                 | settembre             | Paola Barbato                  | Paola Barbato     | Bruno Brindisi (colori a cura di Nardo Conforti) | Angelo Stano |
| 242 | In nome del padre        | ottobre               | Paola Barbato                  | Paola Barbato     | Bruno Brindisi (colori a cura di Nardo Conforti) | Angelo Stano |
| 243 | L'assassino è tra noi    | novembre              | Tiziano Sclavi                 | Tiziano Sclavi    | Angelo Stano                                     | Angelo Stano |
| 244 | Marty                    | dicembre              | Cristina Neri & Tiziano Sclavi | Tiziano Sclavi    | Giampiero Casertano                              | Angelo Stano |

## L'ospite sgradito
Samantha Morris è una cliente di Dylan Dog che si suicida convinta dell'imminente fine del mondo. Da quel momento Dylan inizia a percepire una strana presenza all'interno della sua abitazione.

## L'ultimo arcano
Dylan Dog ha a che fare coi Tarocchi, le famose carte ritenute in grado di indicare il futuro di chi le interroga.

## Sonata macabra
"Il trillo del diavolo" è l'unica composizione che Dylan Dog sa eseguire col suo clarinetto. Vuole la leggenda che l'ispirazione per la composizione arrivò a Giuseppe Tartini direttamente dal diavolo durante un sogno. Ora pare che la sonata sia in grado di risvegliare nelle persone istinti omicidi. 

## Vittime designate
Ian Benson, un uomo con una vita tutt'altro che felice, si sente perseguitato dallo spettro di una donna. Riesce a convincere Dylan Dog ad indagare sul caso, dopo esser riuscito addirittura a fotografare il fantasma.

## All'ombra del vulcano
Kristin Gunnsson, una ragazza di origini islandesi, si rivolge a Dylan Dog chiedendogli di recarsi nella sua terra di origine. Dylan parte così alla volta dell'Islanda, a Draganfiördur, assieme al suo assistente Groucho e alla ragazza, per scoprire cosa si nasconde dietro la morte dei genitori di lei. La coppia morì infatti in circostanze misteriose durante una spedizione paleo-archeologica sul vulcano Wallhafell, dalla quale tornarono con una cassa che si dice contenesse l'ultimo esemplare di huldfòlk, un popolo delle leggende islandesi. 

## Gli eredi del Crepuscolo
Dylan Dog torna per la terza volta a Inverary, il paese della Zona del Crespucolo in cui i giorni si ripetono sempre uno uguale all'altro. Questa volta però gli abitanti del paese sembrano essere tutti misteriosamente spariti.
- Terzo albo ambientato a Inverary, dopo il numero 7 La Zona del Crepuscolo e il numero 57 Ritorno al Crepuscolo.

## Il gran bastardo
Dylan Dog durante una festa in cui è stato portato da Moreen Glover, la sua nuova ragazza amante della mondanità, fa la conoscenza di Chic Buster, un signore ricco ed elegante che con la sua incredibile invadenza fa scattare subito il quinto senso e mezzo di Dylan.

## Ucronìa
Un albo insolito in cui realtà alternative si mescolano e in cui solo Dylan Dog, aiutato dal professor Knock, potrà fare chiarezza.
- L'albo è ispirato a La svastica sul sole, dello scrittore Philip K. Dick.
- Viene fatto un riferimento al Paradosso del gatto di Schrödinger.
- Vengono viste diverse versioni della Terra, principalmente una in cui Adolf Hitler si è alleato con Stalin dando vita al comunazismo, bizzarra fusione di comunismo e nazismo; in un'altra versione della Terra si vedono scimmie altamente evolute sorvolare Londra a bordo del dirigibile LZ 129 Hindenburg; un'altra versione ancora è visitata da extraterrestri che la vedono come un pianeta morto.
- Il personaggio di Brett Ellis è un omaggio allo scrittore Bret Easton Ellis e al suo romanzo American Psycho.

## Xabaras!
Prima parte di una storia doppia. Dylan Dog incontra sulla sua strada per l'ennesima volta il dottor Xabaras, colui che sta cercando di creare un siero in grado di sconfiggere la morte. Questa volta il famigerato siero è riservato a Dylan che incontrerà nuovamente la strega Kim e il suo magico gatto Cagliostro.
- Albo celebrativo completamente a colori per festeggiare i venti anni di pubblicazione.
- Si tratta della settima storia non autoconclusiva, ma suddivisa in due parti.

## In nome del padre
Seconda ed ultima parte della storia. Dylan Dog, aiutato da Kim, cerca di sconfiggere una volta per tutte il dottor Xabaras il quale ha un nuovo inaspettato alleato, il gatto Cagliostro che si è schierato dalla sua parte. Xabaras è in fin di vita dopo essersi sparato e Dylan dovrà decidere se considerarlo un padre e quindi salvarlo, o un nemico e quindi lasciarlo morire.
- Albo celebrativo completamente a colori per festeggiare i venti anni di pubblicazione.
- Si tratta della settima storia non autoconclusiva, ma suddivisa in due parti.

## L'assassino è tra noi
Dylan Dog, rimasto a piedi su una strada isolata durante una tempesta a causa di un guasto del suo Maggiolino, trova riparo presso il Bates Motel che va via via riempiendosi a causa della tempesta.

## Marty
C'è uno strano legame tra Julian Kidd, un ragazzo bello, ricco e vendicativo e Marty Kevorkian, un tranquillo e timido pensionato che soffre di solitudine e che, complice un cane randagio che entrambi accudiscono al parco, si fa come unico amico Dylan Dog.
- Il personaggio di Julian Kidd ha le fattezze dell'attore Jude Law, e quello di Marty ha le fattezze dell'attore Ernest Borgnine, interprete premio Oscar del film Marty, vita di un timido.
- La gag del dialogo sulla pioggia a cui segue un acquazzone somiglia ad una scena simile di Frankenstein Junior.